# Morris Talansky
Morris (Moshe) Talansky (hebräisch מוריס (משה) טלנסקי; * 27. Januar 1933 in New York City; † 2. Juni 2025) war ein Geschäftsmann von Long Island, USA. Zusammen mit Ehud Olmert, dem Premierminister des Staates Israel, gründete er den Jerusalem Fund.
2008 wurde wegen des Verdachts auf Bestechung eine Untersuchung gegen Olmert eingeleitet. Talansky war einer von zwei Schlüsselzeugen des Verfahrens. Die Staatsanwaltschaft geht davon aus, dass Olmert ungesetzlicherweise Millionen von Schekeln durch illegale Finanzbeschaffungskampagnen über einen Zeitraum von 15 Jahren erhalten hat.
Der andere bedeutende Zeuge in diesem Fall, Olmerts früherer Partner in ihrer Jerusalemer Anwaltskanzlei, Anwalt Uri Messer, hat vermutlich den Transfer des Bargeldes zwischen Talansky und Olmert durchgeführt. Messer bestätigte der Polizei gegenüber, so die Tageszeitung Maariv, dass er Olmert große Mengen von Bargeld in Umschlägen übergeben hatte. Er sagte: „Ich habe nicht für mich selbst oder auf eigene Veranlassung gehandelt. Ich tat es mit Ehuds Wissen und in seinem Namen.“ Talansky soll viel Einfluss auf die israelische Innen- und die US-amerikanische Außenpolitik in Bezug auf Israel haben. Im Laufe der Jahre hat er Beiträge an politische Schwergewichte wie u. a. Rudy Giuliani und George Bush geleistet.

## Quelle
Dieser Artikel beruht auf einer Übersetzung des Artikels Morris Talansky aus der englischen Wikipedia in der Version vom 31. Mai 2008.